# Peter Henrici
Peter K. Henrici (Basileia, 13 de setembro de 1923 — Zurique, 13 de março de 1987) foi um matemático suíço. É mais conhecido por seu trabalho no campo da análise numérica.

## Publicações
- Henrici, Peter (1962). Discrete variable methods in ordinary differential equations. [S.l.]: Wiley

- Henrici, Peter (1963). Error propagation for difference methods. Col: SIAM series in applied mathematics. [S.l.]: Wiley

- Henrici, Peter (1964). Elements of numerical analysis. [S.l.]: Wiley

- Henrici, Peter (1974). Applied and computational complex analysis, Volume 1: Power series—integration—conformal mapping—location of zeros. [S.l.]: Wiley. ISBN 0-471-37244-7

- Henrici, Peter (1977). Applied and computational complex analysis, Volume 2: Special functions—integral transforms—asymptotics—continued fractions. [S.l.]: Wiley. ISBN 0-471-01525-3

- Henrici, Peter (1986). Applied and computational complex analysis, Volume 3: Discrete Fourier analysis—Cauchy integrals—construction of conformal maps—univalent functions. [S.l.]: Wiley. ISBN 0-471-08703-3